# Arkprijs van het Vrije Woord
Arkprijs van het Vrije Woord är en belgisk utmärkelse instiftad 1951 av Herman Teirlinck och redaktionen för tidningen Nieuw Vlaams Tijdschrift till försvar för yttrande- och tryckfrihet. En pristagare utses varje år.